# Tennis (videojuego)
Tennis es un videojuego de tenis lanzado por Nintendo en 1984 para su consola Nintendo Entertainment System. Ese mismo año se lanzó una versión arcade llamada Vs. Tennis.
El juego fue lanzado en Japón en 1985 y en 1989 para Game Boy. En 2002 fue lanzado para e-Reader y Nintendo GameCube. En 2006 el juego fue lanzado para la consola virtual de Wii, en 2018 el juego llegó a Nintendo Switch mediante el servicio en línea de pago Nintendo Switch Online.
Tennis era una adaptación sencilla pero fiel de este deporte. Permite la selección de 5 niveles de dificultad y de un juego simple o de dobles. El jugador posee dos golpes: uno normal, con el botón B, y uno más fuerte, con el botón A. Un juez se puede ver supervizando a los jugadores, y ante una falta nos dirá "Fault", "Double Fault", "Net", etc. El sistema de puntaje que utiliza Tennis es el mismo que el de la vida real.

## Vs. Tennis
Esta versión poseía dos monitores y permitía que dos personas jueguen en su propio monitor. Vs. Tennis era en realidad uno de los varios juegos que Nintendo lanzó en la línea Vs.. Otros juegos para esta línea son Vs. Wrecking Crew, Vs. Duck Hunt y Vs. Hogan's Alley, por nombrar algunos.